# Ridge Manor
Ridge Manor ist  ein census-designated place (CDP) im Hernando County im US-Bundesstaat Florida. Das U.S. Census Bureau hat bei der Volkszählung 2020 eine Einwohnerzahl von 4.743 ermittelt.

## Geographie
Durch den Ort fließt der Withlacoochee River. Ridge Manor liegt rund 20 km östlich von Brooksville sowie etwa 70 km nördlich von Tampa. Der CDP wird von den U.S. Highways 98 und 301 (SR 35) sowie der Florida State Road 50 durchquert.

## Demographische Daten
Laut der Volkszählung 2010 verteilten sich die damaligen 4513 Einwohner auf 2267 Haushalte. Die Bevölkerungsdichte lag bei 199,7 Einw./km². 93,4 % der Bevölkerung bezeichneten sich als Weiße, 2,3 % als Afroamerikaner, 0,5 % als Indianer und 0,1 % als Asian Americans. 2,0 % gaben die Angehörigkeit zu einer anderen Ethnie und 1,7 % zu mehreren Ethnien an. 6,7 % der Bevölkerung bestand aus Hispanics oder Latinos.
Im Jahr 2010 lebten in 24,5 % aller Haushalte Kinder unter 18 Jahren sowie 37,6 % aller Haushalte Personen mit mindestens 65 Jahren. 67,6 % der Haushalte waren Familienhaushalte (bestehend aus verheirateten Paaren mit oder ohne Nachkommen bzw. einem Elternteil mit Nachkomme). Die durchschnittliche Größe eines Haushalts lag bei 2,41 Personen und die durchschnittliche Familiengröße bei 2,86 Personen.
21,9 % der Bevölkerung waren jünger als 20 Jahre, 19,2 % waren 20 bis 39 Jahre alt, 29,4 % waren 40 bis 59 Jahre alt und 29,6 % waren mindestens 60 Jahre alt. Das mittlere Alter betrug 28 Jahre. 54,9 % der Bevölkerung waren männlich und 45,1 % weiblich.
Das durchschnittliche Jahreseinkommen lag bei 40.303 $, dabei lebten 18,7 % der Bevölkerung unter der Armutsgrenze.
Im Jahr 2000 war Englisch die Muttersprache von 95,92 % der Bevölkerung, spanisch sprachen 3,29 % und 0,79 % sprachen deutsch.